# Umiujaq
Umiujaq (en inuktitut ᐅᒥᐅᔭᖅ) es un asentamiento inuit situado cerca de la costa oriental de la bahía de Hudson, en la región de Nunavik, al norte de Quebec (Canadá). La población se fundó en 1986 por inuit procedentes de Kuujjuarapik, a unos 160 km al sur, que decidieron reasentarse lejos de la zona afectada por el proyecto hidroeléctrico de la bahía de James. Según el censo de Canadá de 2021, contaba con 541 habitantes.
Umiujaq es la localidad más cercana al Parque Nacional Tursujuq, que se constituyó oficialmente el 18 de julio de 2013 y abarca una extensión de 26.106,7 km². Aquí se encuentra el centro de visitantes del parque, al que se accede por una carretera sin asfaltar.
Umiujaq, cuyo significado en inuttitut es "que se parece a un barco", se encuentra al pie de una colina cuya forma recuerda a un umiaq volcado (una embarcación tradicional inuit fabricada con piel de morsa). La población se encuentra a 15 km al oeste del lago Guillaume-Delisle (en inuttitut Tasiujaq "que se asemeja a un lago"), una inmensa bahía interior que está separada de la bahía de Hudson por una estrecha cresta rocosa.
No es accesible por carretera, pero está comunicado por el pequeño aeropuerto de Umiujaq.
Al igual que otros pueblos de la región de Kativik, los servicios policiales de Umiujaq los presta la Policía Regional de Kativik.

## Historia
Situada a orillas de la bahía de Hudson, Umiujaq fue fundada en 1986 por los inuit de Kuujjuarapik, a unos 160 km al sur, que habían decidido marcharse de allí a causa del proyecto de la bahía de James.
Los inuit negociaron una cláusula en el Acuerdo de la Bahía de James y el Norte de Quebec de 1975 que preveía el traslado de la población de Kuujjuarapik a un territorio que no resultara afectado por el proyecto hidroeléctrico. Tras un referéndum celebrado en 1982, los inuit optaron por la creación de una nueva comunidad en la que pudieran seguir con su modo de vida tradicional y continuar con sus actividades de caza y pesca. 
Tras realizar numerosos estudios, se eligió la zona donde actualmente se ubica Umiujaq, en parte debido al potencial faunístico que ofrecían la bahía de Hudson y el lago Tasiujaq. Las obras de construcción de la nueva población comenzaron en el verano de 1984 y concluyeron en 1986. El 20 de diciembre de aquel año tuvo lugar la constitución oficial del municipio de Umiujaq.

## Demografía
Según el censo de población de 2021 elaborado por Statistics Canada, Umiujaq tenía una población de 541 habitantes, lo que supone una variación del +22,4% con respecto a la población registrada en 2016, que era de 442 habitantes. Su superficie es de 28,38 km², por lo que su densidad de población en 2021 era de 19,1 habitantes/km².

### Idiomas
En Umiujaq, según el Instituto de Estadística de Quebec, la lengua más hablada en casa en 2011 era el inuktitut con un 92,05%, seguida del inglés con un 5,68% y el francés con un 2,27%.

## Educación
El Consejo Escolar de Kativik administra la Escuela Kiluutaq.